# Phaeochroops gilleti
Phaeochroops gilleti är en skalbaggsart som beskrevs av Benderitter 1923. Phaeochroops gilleti ingår i släktet Phaeochroops och familjen Hybosoridae. Inga underarter finns listade i Catalogue of Life.